# Ahmad al-Barzani
Ahmad al-Barzani (kurd. Ehmed Mihemed Barzanî/ئه‌حمه‌د موحه‌ممه‌د بارزانی; ur. 1896, zm. 1969) – kurdyjski polityk, przywódca Kurdów w walkach o niepodległość.
Kiedy jego starszy brat Abd as-Salam został stracony przez władze Imperium Osmańskiego, Ahmad przejął rolę głowy rodu Barzanich. Jako ostatni z rodu nosił tytuł szejka. Razem ze swoim młodszym bratem Mustafą Barzanim walczył z irackim rządem w 20 i 30 XX wieku. Wycofał się z walk o niepodległość kiedy w 1932 aresztowany przez Turków został przekazany władzom Irackim, które przymusowo osiedliły go w południowej części Iraku, gdzie pozostawał pod stałym nadzorem.